# Мону, Нгози
Нгози Розалин Мону (англ. Ngozi Rosalin Monu; род. 7 января 1981, Лагос) — нигерийская пловчиха, специалистка по плаванию вольным стилем. Выступала за сборную Нигерии по плаванию на всём протяжении 2000-х годов, серебряная призёрка Всеафриканских игр в Абудже, обладательница нескольких национальных рекордов, участница двух летних Олимпийских игр.

## Биография
Нгози Мону родилась 7 января 1981 года в Лагосе, Нигерия.
Проходила подготовку в США в клубе New York City Hydras.
Впервые заявила о себе на взрослом международном уровне в возрасте 19 лет в 2000 году, когда вошла в основной состав нигерийской национальной сборной и благодаря череде удачных выступлений удостоилась права защищать честь страны на летних Олимпийских играх в Сиднее. В женском плавании на 50 метров вольным стилем одержала победу в своём квалификационном заплыве, показав время 28,20 секунды, однако этого оказалось недостаточно для прохождения в следующий этап соревнований. Расположилась в итоговом протоколе на 57 месте из 92 спортсменок.
После сиднейской Олимпиады Мону осталась в составе плавательной команды Нигерии и продолжила принимать участие в крупнейших международных соревнованиях. Так, в 2003 году она выступила на домашних Всеафриканских играх в Абудже, где завоевала серебряную медаль в плавании на 50 метров вольным стилем.
В 2007 году стартовала на чемпионате мира по водным видам спорта в Мельбурне и на Всеафриканских играх в Алжире. Установила национальные рекорды Нигерии в плавании вольным стилем на 50 и 100 метров соответственно, показав время 27,31 и 1:00,50 соответственно.
Находясь в числе лидеров нигерийской национальной сборной, благополучно прошла отбор на Олимпийские игры 2008 года в Пекине. Здесь вновь участвовала в плавании на 50 метров вольным стилем, на сей раз преодолела дистанцию за 27,39 секунды и вновь остановилась на квалификационном этапе. В общем зачёте заняла 52 место. Вскоре по окончании этих соревнований приняла решение завершить спортивную карьеру.
Её младшая сестра Уче Мону тоже стала пловчихой и выступала за сборную Нигерии в плавании на спине и вольным стилем.